# Spanje op het Eurovisiesongfestival 1968

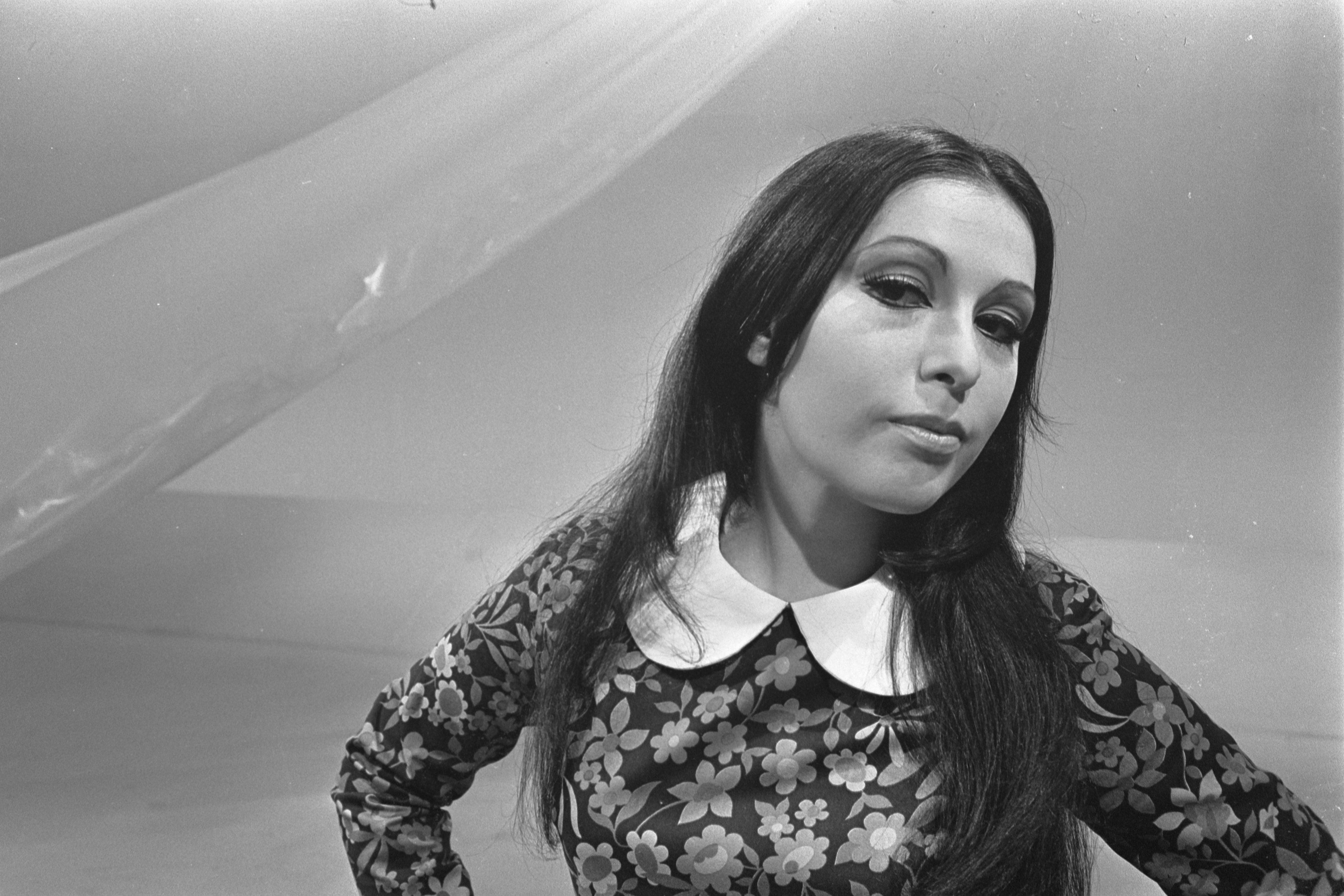
Massiel zorgde voor de eerste Spaanse Eurovisie overwinning.

Spanje deed mee aan het Eurovisiesongfestival 1968, dat werd gehouden in Londen, Verenigd Koninkrijk. In 1968 deed Spanje voor de achtste keer mee aan het liedjesfestijn. 

## Selectieproces
Het Spaanse selectieproces verliep in 1968 niet geheel zonder slag of stoot. De Spaanse publieke omroep TVE koos intern voor de zanger Joan Manuel Serrat als inzending voor het Eurovisiesongfestival 1968. Gekozen werd voor het  Catalaanstalige lied La, La, La, echter werd het Catalaans door de overheid van Spanje verboden, het zou tevens voor het eerst zijn dat een Spaanse inzending niet in het Spaans gezongen zou worden. Dictator Francisco Franco stak een stokje voor de keuze van Serrat en het Catalaanse nummer.
Joan weigerde om het lied in het Spaans te zingen, waardoor hij een paar dagen voor het Eurovisiesongfestival werd vervangen door zangeres Massiel. Massiel had slechts negen dagen de tijd om vanuit Mexico, waar zij aan het touren is, naar Londen te reizen en het nummer in te studeren.
Het Spaanse nummer La la la  werd gecomponeerd en geschreven door Manuel de la Calva en Ramón Arcusa, bekend als het duo Dúo Dinámico.

## In Londen
Op 8 april 1968 vond in de 	Royal Albert Hall de finale plaats van het Eurovisiesongfestival, met in totaal 17 deelnemende landen. Massiel trad als vijftiende aan. Het orkest stond onder leiding van Rafael Ibarbia. Aan het eind van de puntentelling werd Spanje met 29 punten tot winnaar uitgeroepen. Het was de eerste keer dat het land het festival wist te winnen. Vanuit België en Nederland ontving de Spaanse inzending geen punten. 
De Spaanse overwinning was echter controversieel, niemand twijfelt voorafgaand aan het evenement aan de overwinning van de razend populaire Britse popster Cliff Richard. Zijn nummer ‘Congratulations’ is meteen een nummer 1-hit in Groot-Brittannië. Op de dag van de finale is het nummer bij een peiling zo populair dat de Britse pers zich openlijk afvraagt wie er tweede zal worden. Toch verliest Cliff Richard met één punt van de Spaanse Massiel met haar nummer ‘La, La, La’. Woedend wijst Cliff op manipulatie van de Spaanse dictator Franco. Veertig jaar na het verlies suggereren Spaanse documentairemakers dat Franco wel degelijk een vinger in de pap heeft gehad bij de overwinning van Massiel . Franco zou in Oost-Europese landen de juryleden bij de omroepen omkopen met aanvragen voor programma’s. En dit alles om het toerisme te doen opbloeien en zijn regime in een goed daglicht te stellen.
1961 · 1962 · 1963 · 1964 · 1965 · 1966 · 1967 · 1968 · 1969 · 1970 · 1971 · 1972 · 1973 · 1974 · 1975 · 1976 · 1977 · 1978 · 1979 · 1980 · 1981 · 1982 · 1983 · 1984 · 1985 · 1986 · 1987 · 1988 · 1989 · 1990 · 1991 · 1992 · 1993 · 1994 · 1995 · 1996 · 1997 · 1998 · 1999 · 2000 · 2001 · 2002 · 2003 · 2004 · 2005 · 2006 · 2007 · 2008 · 2009 · 2010 · 2011 · 2012 · 2013 · 2014 · 2015 · 2016 · 2017 · 2018 · 2019 · 2020 · 2021 · 2022 · 2023 · 2024 · 2025